# Ophelia formosa
Ophelia formosa är en ringmaskart som först beskrevs av Johan Gustaf Hjalmar Kinberg 1866.  Ophelia formosa ingår i släktet Ophelia och familjen Opheliidae. Inga underarter finns listade i Catalogue of Life.